# Arne Westgren
Arne Fredrik Westgren, född 11 juli 1889 i Årjäng, död 7 mars 1975 i Stockholm, var en svensk metallograf, professor och KNO1kl.
Westgren blev filosofie doktor 1915 vid Uppsala universitet, var docent i fysikalisk kemi där 1917-1919, var från 1921 förste metallograf vid Metallografiska institutet i Stockholm och docent i metallografi vid Stockholms högskola. Åren 1927-1943 var han professor i allmän och oorganisk kemi vid Stockholms högskola. Han var 1926-1943 sekreterare i Kungliga Vetenskapsakademiens Nobelkommittéer för fysik och kemi samt 1944-1965 ordförande i kemikommittén..
Efter gradualavhandlingen Untersuchungen über die Brownsche Bewegung, besonders als Mittel zur Bestimmung der Avogadroschen Konstante (1915) utförde Westgren, delvis tillsammans med lärjungar, ett stort antal värdefulla undersökningar på kolloidkemins och metallografins områden. Bland dessa kan nämnas Zur Kenntniss der Koagulation, Stålets kristallbyggnad samt röntgenografiska undersökningar över järn och stål, över koppar-aluminium-, koppar-zink-, silver-zink- och guld-zink-legeringar samt över krom-kol-systemet. För sina undersökningar erhöll Westgren understöd och pris av Jernkontoret och Vetenskapsakademien.
Westgren invaldes 11 oktober 1933 som ledamot av Vetenskapsakademien, och var från 1943 dess sekreterare, då han efterträdde Henning Pleijel, till 1959, då han efterträddes av Erik Rudberg. Han invaldes 1943 även som ledamot av Ingenjörsvetenskapsakademien. 
Vetenskapsakademien publicerade 1978 en minnesteckning över Westgren, författad av Gunnar Hägg.